# Diakonischer Friedensdienst
Der Diakonische Friedensdienst war der erste inoffizielle zivile Wehrersatzdienst in der DDR.

## Geschichte
Da es in der DDR keinen zivilen Wehrersatzdienst gab, blieb Kriegsdienstverweigerern, die nicht zu den Bausoldaten innerhalb der NVA gehen wollten, nur die Alternative der Totalverweigerung. Alle Initiativen zu einem zivilen Ersatzdienst (siehe Sozialer Friedensdienst) führten nicht zum Erfolg. Daraufhin handelten die Landeskirche der Kirchenprovinz Sachsen, das Jungmännerwerk Sachsen-Anhalt und die diakonische Einrichtung der Neinstedter Anstalten gemeinsam und entwickelten den Diakonischen Friedensdienst als inoffizielle Alternative zum Wehrdienst. Offiziell war der Dienstleistende für 20 Monate als Hilfspfleger angestellt. Eine Zusatzvereinbarung regelte die gegenseitigen Verpflichtungen. Erster Friedensdienstleistender von 1988 bis 1990 war Henning Schluß.